# 波马
波马（法語：Pomas）是法国奥德省的一个市镇，位于该省中部偏南，属于利穆区（Arrondissement de Limoux）。该市镇的总面积为10.15平方公里，2009年时的人口为887人。

## 交通
波马设有火车站，每天开行前往卡尔卡松和利穆方向的列车。

## 人口
波马人口变化图示
| 数据来源：INSEE |